# Віденська книга образів
«Віденська книга образів»  (нім. Wiener Musterbuch) — колекція з 56 малюнків срібним олівцем. Створена близько 1410/1420 року невідомим богемським майстром з Праги. Пізніші доповнення датуються близько 1430/1440 роками і зроблені у Відні. Зберігається у Кунсткамері у Музеї історії мистецтв, Відень (інвен. номер: КК 5004, шкіряний футляр КК 5004).
Так звана «Віденська книга образів» — набір орнаментів, який, ймовірно, був зібраний для того, щоб мати їх під рукою у майстерні або для показу замовникам. На малюнках зображені людьські голови та звірі. Також вони змальовують християнські релігійні та придворні теми. 
Художник намагався дотримуватися «м'якого стилю», що був характерний для того періоду близько 1400 року. Король Вацлав IV (1361—1419), який мав резиденцію у Празі, дуже любив книжкове мистецтво. Художник, ймовірно, працював для королівського оточення. Відповідний шкіряний футляр , був виготовлений дещо пізніше для того, щоб зберегти крихкі та високо ціновані вже на той час роботи. Петлі по боках футляру призначалися для кріплення його на одязі та транспортування.